# Futbol'nyj Klub Spartak Moskva 1936
Questa voce raccoglie le informazioni riguardanti il Futbol'nyj Klub Spartak Moskva nelle competizioni ufficiali della stagione 1936.

## Stagione
Lo Spartak s'iscrive al primo campionato sovietico di calcio, torneo a 7 squadre dalla durata bimensile (tra maggio e luglio) con un turno di riposo e una formula che prevede un solo incontro tra ogni squadra. La vittoria vale tre punti, il pareggio due e la sconfitta un punto.
A inizio stagione il manager dello Spartak Mosca è Michail Kozlov, insegnante di educazione fisica ed ex arbitro della sezione di Mosca, lavoro che ha svolto per oltre vent'anni tra gli anni dieci e gli anni trenta senza aver mai diretto una partita ufficiale del campionato sovietico, già vice-presidente del Consiglio della Commissione arbitrale suprema, e in quel momento presidente del Consiglio arbitrale di tutte le federazioni di calcio e di hockey di Mosca e delle federazioni di calcio e di hockey del Paese. Nonostante ciò, per il primo campionato sovietico, lo Spartak Mosca decide di affidarsi ad Antonín Fivebr, manager giramondo cecoslovacco che era arrivato in Unione Sovietica da pochi mesi e che diviene ufficialmente il primo allenatore nella storia dello Spartak, non avendo Kozlov allenato la squadra in alcun incontro ufficialmente riconosciuto prima dell'inizio del campionato.
Dopo aver riposato alla prima giornata, Fivebr inizia perdendo il primo dei derby di Mosca ufficialmente disputati dallo Spartak: col CSKA Mosca finisce 0-3 nello stadio Dinamo. Fivebr vince i tre impegni successivi – batte 6-1 la Dinamo Kiev – per poi perdere 1-0 nel derby contro la Dinamo Mosca, di fronte a settantamila spettatori. Il pareggio nell'ultimo turno fa scalare lo Spartak in terza posizione.
Conclusasi la prima edizione del campionato dell'URSS, Kozlov rimpiazza Fivebr. In Coppa Kozlov elimina Dinamo Voronež (0-2), i "cugini" dello Spartak di Charkiv (4-0) e lo Stalinec' a Leningrado (0-3), uscendo ai quarti con la Dinamo Tbilisi di Lavrentii Beria. Con la Dinamo Tbilisi, lo Spartak gioca la partita a Mosca, nello stadio della Dinamo Mosca: va avanti 3-1 con una tripletta di Glazkov e due calci di rigore, tuttavia la squadra georgiana recupera nel finale e ottiene il pareggio con un rigore a pochi minuti dal termine. In caso di pareggio, si gioca una partita di ripetizione: la sfida presenta diverse analogie con il primo match. Il ritorno si svolge di nuovo al Dinamo di Mosca, lo Spartak passa ancora in vantaggio su rigore di Glazkov, tuttavia è rapidamente rimontato dagli avversari. A dieci dalla fine, mentre la Dinamo Tbilisi conduce 3-1, Boris Stepanov firma due reti e riporta l'incontro in parità. In questa occasione si va ai tempi supplementari: sulla lunga distanza, la Dinamo Tbilisi emerge e supera il turno infliggendo altre tre reti ai padroni di casa.
Al termine della prima edizione della Coppa dell'Unione Sovietica, è organizzato un secondo campionato sovietico di calcio nello stesso anno in autunno (settembre-ottobre). La formula resta immutata e rispetto all'edizione precedente, si gioca con una formazione in più (proprio la Dinamo Tbilisi, promossa dalla seconda divisione). Kozlov vince la prima giornata contro la Lokomotiv (3-1), successivamente perde 1-0 in casa contro la Dinamo Tbilisi. Seguono tre vittorie nelle successive quattro partite, tra cui una rimonta in casa contro la Dinamo Kiev da 0-3 a 3-3 con tre reti in rapida successione nel secondo tempo. All'ultima giornata, lo Spartak conduce il campionato con 15 punti davanti a Lokomotiv e Dinamo Mosca con 14: la Lokomotiv affronta e perde con la Dinamo Tbilisi (2-1), mentre lo Spartak si gioca il titolo con i rivali della Dinamo Mosca. Allo stadio si presentano in 40.000: la Dinamo segna due reti, lo Spartak pareggia e ne subisce una terza prima che Glazkov pareggi su rigore al 78', consegnando alla squadra il primo titolo sovietico ufficiale.

## Rosa
Egorov, Glazov, Putilin, Sokolov, Nikolaj Starostin, Zajcev e Žigalin hanno giocato solo il campionato primaverile. Erёmin, Kustylkin, Livencev e Ščibrov hanno giocato solo il campionato autunnale.
| N. |                             | Ruolo | Calciatore          |
| -- | --------------------------- | ----- | ------------------- |
|    | Unione Sovietica (bandiera) | P     | Anatolj Akimov      |
|    | Unione Sovietica (bandiera) | P     | Ivan Ryžov          |
|    | Unione Sovietica (bandiera) | D     | Viktor Sokolov      |
|    | Unione Sovietica (bandiera) | D     | Aleksandr Starostin |
|    | Unione Sovietica (bandiera) | D     | Andrej Starostin    |
|    | Unione Sovietica (bandiera) | C     | Sergej Artem'ev     |
|    | Unione Sovietica (bandiera) | C     | Vladimir Egorov     |
|    | Unione Sovietica (bandiera) | C     | Nikolaj Guljaev     |
|    | Unione Sovietica (bandiera) | A     | Stanislav Leuta     |
|    | Unione Sovietica (bandiera) | A     | Georgij Glazkov     |
|    | Unione Sovietica (bandiera) | A     | Leonid Rumjancev    |
|    | Unione Sovietica (bandiera) | A     | Nikolaj Starostin   |
|    | Unione Sovietica (bandiera) | A     | Pëtr Starostin      |

| N. |                             | Ruolo | Calciatore          |
| -- | --------------------------- | ----- | ------------------- |
|    | Unione Sovietica (bandiera) | A     | Vladimir Stepanov   |
|    | Unione Sovietica (bandiera) | A     | Boris Ščibrov       |
|    | Unione Sovietica (bandiera) | -     | Aleksej Erёmin      |
|    | Unione Sovietica (bandiera) | -     | Nikolaj Glazov      |
|    | Unione Sovietica (bandiera) | -     | Stepan Kustylkin    |
|    | Unione Sovietica (bandiera) | -     | Valentin Livencev   |
|    | Unione Sovietica (bandiera) | -     | Aleksandr Michajlov |
|    | Unione Sovietica (bandiera) | -     | Pëtr Nikiforov      |
|    | Unione Sovietica (bandiera) | -     | Graviil Putilin     |
|    | Unione Sovietica (bandiera) | -     | Boris Stepanov      |
|    | Unione Sovietica (bandiera) | -     | Anatolj Veličkin    |
|    | Unione Sovietica (bandiera) | -     | Matvej Zajcev       |
|    | Unione Sovietica (bandiera) | -     | Nikolaj Žigalin     |

## Risultati

### Gruppa A primavera
Ha riposato durante la prima giornata del campionato.

| Arbitro: | Nikolaj Usov (Leningrado) |

|  |           |                                            |
|  | Marcatori | 9’ Mitronov 18’ Šelagin 88’ (rig.) Malinin |

| Arbitro: | Rajmund Gofman (Leningrado) |

|                   |           |                                      |
| Greber 90’ (rig.) | Marcatori | 26’ Glazkov 28’ Zajcev 62’ Nikiforov |

| Arbitro: | Aleksandr Ščelčkov (Mosca) |

|                                                                 |           |                    |
| Leuta 1’ Nikiforov 19’, 52’ Glazkov 25’ Zajcev 29’ Stepanov 81’ | Marcatori | 73’ (rig.) Fëdorov |

| Arbitro: | Vladimir Strepicheev (Mosca) |

|  |           |                  |
|  | Marcatori | 55’, 81’ Glazkov |

| Arbitro: | Ivan Ioselevič (Charkiv) |

|            |           |  |
| Pavlov 86’ | Marcatori |  |

| Arbitro: | Evgenij Georgevskij (Mosca) |

|                  |           |           |
| Leuta 79’ (aut.) | Marcatori | 82’ Leuta |

### Gruppa A autunno
| Arbitro: | Rajmund Gofman (Leningrado) |

|                                      |           |            |
| Stepanov 12’ Glazkov 40’, 65’ (rig.) | Marcatori | 20’ Lavrov |

| Arbitro: | Vasilij Butusov (Leningrado) |

|  |           |                   |
|  | Marcatori | 33’ Berdzenišvili |

| Arbitro: | Viktor Rjabokon' (Mosca) |

|  |           |                                         |
|  | Marcatori | 14’ Nikiforov 79’ Starostin 86’ Glazkov |

| Arbitro: | Viktor Rjabokon' (Mosca) |

|                             |           |                                              |
| Il'in 5’, 23’ Ponomarëv 72’ | Marcatori | 38’ Livencev 48’ Stepanov 78’ (rig.) Glazkov |

| Arbitro: | Aleksandr Bogdanov (Mosca) |

|                                                 |           |             |
| Glazkov 5’, 35’ (rig.) Ščibrov 30’ Stepanov 74’ | Marcatori | 45’ Smirnov |

| Arbitro: | Nikolaj Usov (Leningrado) |

|                                 |           |                                         |
| Starostin 57’ Stepanov 60’, 62’ | Marcatori | 11’ Šilovskij 15’ Pravoverov 20’ Lifšic |

| Arbitro: | Nikolaj Usov (Leningrado) |

|           |           |                                      |
| Isaev 30’ | Marcatori | 25’ Stepanov 44’ Ščibrov 74’ Glazkov |

### Coppa dell'URSS

#### Secondo turno
| Voronež 24 luglio 1936 Gara unica                          | Dinamo Voronež | 0 – 2 referto            | Spartak Mosca |  |
| \| \| \| \| \| \| Marcatori \| 22’ Stepanov 76’ Glazkov \| |                |                          |               |  |
|                                                            |                |                          |               |  |
|                                                            | Marcatori      | 22’ Stepanov 76’ Glazkov |               |  |

#### Sedicesimi di finale
| Arbitro: | Rajmund Gofman (Leningrado) |

|                                               |           |  |
| Nikiforov ?’ Glazkov ?’ Rumjancev ?’ Leuta ?’ | Marcatori |  |

#### Ottavi di finale
| Arbitro: | Rajmund Gofman (Leningrado) |

|  |           |                                  |
|  | Marcatori | 15’ Nikiforov 43’, 87’ Starostin |

#### Quarti di finale
| Arbitro: | Rajmund Gofman (Leningrado) |

|                                    |           |                                                      |
| Glazkov 5’ (rig.), 43’, 45’ (rig.) | Marcatori | 26’ Aslamazov 76’ Paičaidze 86’ (rig.) Berdzenišvili |

#### Replay dei quarti di finale
| Arbitro: | Nikolaj Usov (Leningrado) |

|                                      |           |                                                              |
| Glazkov 20’ (rig.) Stepanov 82’, 85’ | Marcatori | 25’ Somov 40’, 102’ Paičaidze 68’, 107’ Aslamazov 116’ Panin |

### Statistiche di squadra
| Competizione         | Punti            | In casa | In casa | In casa | In casa | In casa | In casa | In trasferta | In trasferta | In trasferta | In trasferta | In trasferta | In trasferta | Totale | Totale | Totale | Totale | Totale | Totale | DR  |
| Competizione         | Punti            | G       | V       | N       | P       | Gf      | Gs      | G            | V            | N            | P            | Gf           | Gs           | G      | V      | N      | P      | Gf     | Gs     | DR  |
| -------------------- | ---------------- | ------- | ------- | ------- | ------- | ------- | ------- | ------------ | ------------ | ------------ | ------------ | ------------ | ------------ | ------ | ------ | ------ | ------ | ------ | ------ | --- |
| Gruppa A (primavera) | 13               | 2       | 1       | 0       | 1       | 6       | 4       | 4            | 2            | 1            | 1            | 6            | 3            | 6      | 3      | 1      | 2      | 12     | 7      | +5  |
| Gruppa A (autunno)   | 17               | 4       | 2       | 1       | 1       | 10      | 6       | 3            | 2            | 1            | 0            | 9            | 4            | 7      | 4      | 2      | 1      | 19     | 10     | +9  |
| Kubok SSSR           | quarti di finale | 3       | 1       | 2       | 0       | 10      | 9       | 2            | 2            | 0            | 0            | 5            | 0            | 5      | 3      | 2      | 0      | 15     | 9      | +6  |
| Totale               | -                | 9       | 4       | 3       | 2       | 26      | 19      | 9            | 6            | 1            | 2            | 20           | 7            | 18     | 10     | 5      | 3      | 46     | 26     | +20 |

### Andamento in campionato

#### Gruppa A (primavera)
| Giornata  | 1 | 2 | 3 | 4 | 5 | 6 | 7 |
| --------- | - | - | - | - | - | - | - |
| Luogo     | R | C | T | C | T | T | T |
| Risultato | R | P | V | V | V | P | N |
| Posizione | 7 | 7 | - | - | - | 2 | 3 |

Fonte:  Soviet Union 1936, su rsssf.com, RSSSF.
Legenda:

Luogo: C = Casa; T = Trasferta. Risultato: V = Vittoria; N = Pareggio; P = Sconfitta.

#### Gruppa A (autunno)
| Giornata  | 1 | 2 | 3 | 4 | 5 | 6 | 7 |
| --------- | - | - | - | - | - | - | - |
| Luogo     | C | C | T | C | C | T | C |
| Risultato | V | P | V | V | N | V | N |
| Posizione | 2 | 5 | 2 | 1 | 2 | 1 | 1 |

Fonte:  Soviet Union 1936, su rsssf.com, RSSSF.
Legenda:

Luogo: C = Casa; T = Trasferta. Risultato: V = Vittoria; N = Pareggio; P = Sconfitta.

### Statistiche dei giocatori
| Giocatore     | Gruppa A (primavera) | Gruppa A (primavera) | Gruppa A (primavera) | Gruppa A (primavera) | Gruppa A (autunno) | Gruppa A (autunno) | Gruppa A (autunno) | Gruppa A (autunno) | Kubok SSSR | Kubok SSSR | Kubok SSSR  | Kubok SSSR | Totale   | Totale | Totale      | Totale     |
| Giocatore     | Presenze             | Reti                 | Ammonizioni          | Espulsioni           | Presenze           | Reti               | Ammonizioni        | Espulsioni         | Presenze   | Reti       | Ammonizioni | Espulsioni | Presenze | Reti   | Ammonizioni | Espulsioni |
| ------------- | -------------------- | -------------------- | -------------------- | -------------------- | ------------------ | ------------------ | ------------------ | ------------------ | ---------- | ---------- | ----------- | ---------- | -------- | ------ | ----------- | ---------- |
| A. Akimov     | 4                    | -5                   | 0                    | 0                    | 6                  | -7                 | 0                  | 0                  | 2          | -0         | 0           | 0          | 12       | -12    | 0           | 0          |
| S. Artem'ev   | 3                    | 0                    | 0                    | 0                    | 1                  | 0                  | 0                  | 0                  | 2          | 0          | 0           | 0          | 6        | 0      | 0           | 0          |
| A. Veličkin   | 0                    | 0                    | 0                    | 0                    | 0                  | 0                  | 0                  | 0                  | 1          | 0          | 0           | 0          | 1        | 0      | 0           | 0          |
| G. Glazkov    | 5                    | 5                    | 0                    | 0                    | 7                  | 7                  | 0                  | 0                  | 5          | 6          | 0           | 0          | 17       | 18     | 0           | 0          |
| N. Glazov     | 1                    | 0                    | 0                    | 0                    | 0                  | 0                  | 0                  | 0                  | 0          | 0          | 0           | 0          | 1        | 0      | 0           | 0          |
| N. Guljaev    | 0                    | 0                    | 0                    | 0                    | 0                  | 0                  | 0                  | 0                  | 0          | 0          | 0           | 0          | 0        | 0      | 0           | 0          |
| V. Egorov     | 1                    | 0                    | 0                    | 0                    | 0                  | 0                  | 0                  | 0                  | 3          | 0          | 0           | 0          | 4        | 0      | 0           | 0          |
| A. Erёmin     | 0                    | 0                    | 0                    | 0                    | 1                  | 0                  | 0                  | 0                  | 0          | 0          | 0           | 0          | 1        | 0      | 0           | 0          |
| S. Kustylkin  | 0                    | 0                    | 0                    | 0                    | 4                  | 0                  | 0                  | 0                  | 0          | 0          | 0           | 0          | 4        | 0      | 0           | 0          |
| S. Leuta      | 6                    | 2                    | 0                    | 0                    | 7                  | 0                  | 0                  | 0                  | 5          | 1          | 0           | 0          | 18       | 3      | 0           | 0          |
| V. Livencev   | 0                    | 0                    | 0                    | 0                    | 4                  | 1                  | 0                  | 0                  | 0          | 0          | 0           | 0          | 4        | 1      | 0           | 0          |
| A. Michajlov  | 6                    | 0                    | 0                    | 0                    | 7                  | 0                  | 0                  | 0                  | 5          | 0          | 0           | 0          | 18       | 0      | 0           | 0          |
| P. Nikiforov  | 5                    | 3                    | 0                    | 0                    | 3                  | 1                  | 0                  | 0                  | 5          | 2          | 0           | 0          | 13       | 6      | 0           | 0          |
| G. Putilin    | 6                    | 0                    | 0                    | 0                    | 0                  | 0                  | 0                  | 0                  | 0          | 0          | 0           | 0          | 6        | 0      | 0           | 0          |
| L. Rumjancev  | 2                    | 0                    | 0                    | 0                    | 4                  | 0                  | 0                  | 0                  | 5          | 1          | 0           | 0          | 11       | 1      | 0           | 0          |
| I. Ryžov      | 3                    | -2                   | 0                    | 0                    | 2                  | -3                 | 0                  | 0                  | 3          | -9         | 0           | 0          | 8        | -14    | 0           | 0          |
| V. Sokolov    | 2                    | 0                    | 0                    | 0                    | 0                  | 0                  | 0                  | 0                  | 5          | 0          | 0           | 0          | 7        | 0      | 0           | 0          |
| Al. Starostin | 4                    | 3                    | 0                    | 0                    | 7                  | 0                  | 0                  | 0                  | 0          | 0          | 0           | 0          | 11       | 3      | 0           | 0          |
| An. Starostin | 6                    | 0                    | 0                    | 0                    | 7                  | 2                  | 0                  | 0                  | 4          | 2          | 0           | 0          | 17       | 4      | 0           | 0          |
| N. Starostin  | 1                    | 0                    | 0                    | 0                    | 0                  | 0                  | 0                  | 0                  | 0          | 0          | 0           | 0          | 1        | 0      | 0           | 0          |
| P. Starostin  | 2                    | 0                    | 0                    | 0                    | 7                  | 0                  | 0                  | 0                  | 5          | 0          | 0           | 0          | 14       | 0      | 0           | 0          |
| B. Stepanov   | 1                    | 0                    | 0                    | 0                    | 7                  | 1                  | 0                  | 0                  | 1          | 0          | 0           | 0          | 9        | 1      | 0           | 0          |
| V. Stepanov   | 6                    | 1                    | 0                    | 0                    | 7                  | 6                  | 0                  | 0                  | 5          | 3          | 0           | 0          | 18       | 10     | 0           | 0          |
| B. Ščibrov    | 0                    | 0                    | 0                    | 0                    | 7                  | 2                  | 0                  | 0                  | 0          | 0          | 0           | 0          | 7        | 2      | 0           | 0          |
| M. Zajcev     | 4                    | 1                    | 0                    | 0                    | 0                  | 0                  | 0                  | 0                  | 2          | 0          | 0           | 0          | 6        | 1      | 0           | 0          |
| N. Žigalin    | 2                    | 0                    | 0                    | 0                    | 0                  | 0                  | 0                  | 0                  | 0          | 0          | 0           | 0          | 2        | 0      | 0           | 0          |